# Аллодинія
Аллодинія (грец. άλλος — інший і грец. οδύνη — біль) — біль внаслідок впливу подразників, що зазвичай його не викликають. Термічні або механічні пошкодження часто призводять до аллодинії в місці пошкодження. Алодинію слід відрізняти від гіпералгезії, тобто підвищеної больової чутливості на подразники, які зазвичай викликають біль.

## Типи
Є різні види або типи аллодиній:
- механічна аллодинія (також відомі як тактильні аллодинії):
  - статичні механічні аллодинії — біль у відповідь на легкий дотик / тиск[2],
  - динамічні механічні аллодинії — біль у відповідь на легке погладжування[3],
- теплова (гаряча чи холодна) аллодинія — біль від помірних температур в ураженій ділянці шкіри,
- аллодинія руху — біль викликана нормальною рухливістю суглобів і м'язів.

## Причини
Аллодинія є клінічною ознакою багатьох хворобливих станів, таких, як периферична невропатія, синдром Зудека, постгерпетичної невралгії, фіброміалгії і мігрені. Аллодинія також може бути викликана деякими популяціями стовбурових клітин, які використовуються для лікування ушкоджень нервів, у тому числі травми спинного мозку.